# Jeong On-nyeo
Jeong On-nyeo (Hangul:정온녀;14 de enero de 1920 - 2005) fue una pintora, periodista y maestra norcoreana, recordada como la más reconocida de su país.

## Biografía
Nació el 14 de enero de 1920 en el pueblo de Pieonchang. En 1930 se va a estudiar a Japón, y estudia en Escuela de Bellas Artes para Mujeres de Tokio el ramo de pintura occidental. Ahí aprendió su técnica favorita el realismo que admiraba del pintor japonés, Hiromitsu Nakazawa. A los 22 años obtiene el segundo lugar en el concurso "Señora Corea". En 1946 regresa a Corea y empezar a trabajar como reportera en el Gyeongseong Ilbo y como profesora de la escuela secundaria Yongsan, donde participó en diferentes explosiones artísticas.
En el año de 1950 deserta a Corea del Norte en medio de la Guerra de Corea. En el norte participó de varias exposiciones y tuvo la suya propia en año de 1994, la que se exhibieron 84 pinturas.